# Działdowo (comune rurale)
Działdowo (Soldau fino al 1920 e dal 1939 al 1945) è un comune rurale polacco del distretto di Działdowo, nel voivodato della Varmia-Masuria.
Ricopre una superficie di 272,77 km² e nel 2004 contava 9 552 abitanti.
Il capoluogo è Działdowo, che non fa parte del territorio ma costituisce un comune a sé.
Nel territorio del comune si trova il villaggio di Mosznica.